# Antoni Leszczewicz
Blahoslavený Antoni Leszczewicz, MIC (30. září 1890, Abramowszczyźna – 17. února 1943, Rosica u Vitebsku) byl polský římskokatolický duchovní, člen kongregace Mariánů, oběť nacistického pronásledování katolické církve. Katolickou církví je uctíván jako blahoslavený.

## Život
Byl synem Jana Leszczewicze a jeho manželky Karoliny, rozené Sadowské. V roce 1909 vstoupil do kněžského semináře v Petrohradě a 13. dubna 1914 byl vysvěcen na kněze. Následně působil jako kaplan a středoškolský pedagog. Poté byl farářem v Irkutsku a na dalších dvou místech. V roce 1934 byl vyznamenán stříbrným záslužným křížem. Na konci roku 1937 odešel na několik měsíců do Japonska a v roce 1938 odešel do Říma. Zde v roce 1939 vstoupil do Kongregace kněží Mariánů. Během noviciátu oslavil 25. výročí svého kněžského svěcení. Dne 13. června 1939 složil první řeholní sliby. Začal pastoračně působit ve farnosti Drui. Již za nacistické okupace se účastnil se svým spolubratrem Jerzym Kaszyrou lidových misií v Daugavě. Stal se představeným misijní skupiny v Běloruské sovětské socialistické republice.
Po vypuknutí druhé světové války prožil sovětskou okupaci a v roce 1941 se octl v oblasti kontrolované nacisty. Byl varován, že je v nebezpečí, ale rozhodl se neopustit sobě svěřené lidi. Nacisté jej zatkli a 17. února 1943 zaživa upálili ve stodole spolu se skupinou věřících.

## Beatifikace
Beatifikován byl 13. června 1999 papežem sv. Janem Pavlem II. ve skupině 108 polských mučedníků z období druhé světové války. Jeho liturgická památka je slavena 17. února a zároveň 12. června ve skupině mučedníků, s nimiž byl beatifikován.